# Club Natación Alicante
El Club Natación Alicante fue un club de fútbol de España de la ciudad de Alicante en la provincia de Alicante. Fue fundado el 3 de agosto de 1919 y desapareció el 25 de abril de 1927.

## Historia
El Natación fue un club de fútbol fundado en 1919 por Casimiro de la Viña. Fue el club más importante de la ciudad de Alicante en la década de los 1920. Disputaba sus partidos en el Campo de La Florida, que posteriormente se denominó Campo de la Viña.
El Natación vestía camiseta blanquiazul y su escudo es el del actual Hércules CF, con el simple cambio de las iniciales HCF por CNA.
En la Copa del Rey de 1924, el Natación disputó los cuartos de final contra el Real Madrid CF. En la ida venció el Real Madrid por 4-0, y en la vuelta volvió a ganar el equipo madrileño por 2-3.
En 25 de abril de 1927 desapareció definitivamente tras haber recibido anteriormente una tremenda sanción federativa por incidentes causados en un partido. Así es, como el Hércules aprovechó el vacío que dejó el Natación en el fútbol alicantino. El club herculano, pese a que se fundó en 1914, era un club muy humilde, sin medios y que pasaba una época más bien gris, así que cambió sus colores, de los banquirrojos, a los blanquiazules del Natación. También eliminó su escudo, adquiriendo el del Natación. El Hércules recibió en el club a jugadores del primer equipo, cantera, directivos y afición del Natación, que era el club que más aficionados arrastraba en Alicante.